# Trasa dynamiczna
Trasa dynamiczna – trasa wykorzystywana przez protokoły dynamicznego trasowania do wyboru najlepszej ścieżki pomiędzy dwoma węzłami (np. routerami) w sieci komputerowej. W przypadku uszkodzenia łącza dynamiczny protokół trasowania może podjąć decyzję o skasowaniu danej trasy z tablicy trasowania i zastąpieniu jej inną.